# Инашаури
Инашаури (груз. ინაშაური) — село в Грузии, на территории Ванского муниципалитета края (мхаре) Имеретия.

## География
Село находится в западной части Грузии, на левом берегу реки Квинисцкали, на расстоянии приблизительно 7 километров (по прямой) к востоко-юго-востоку от города Вани, административного центра муниципалитета. Абсолютная высота — 190 метров над уровнем моря.

## Население
По результатам официальной переписи населения 2014 года, в Инашаури проживало 509 человек (250 мужчин и 259 женщин). В национальной структуре населения грузины составляли 99,8 %, русские — 0,2 %.
| Год  | Население, человек |
| ---- | ------------------ |
| 2002 | 685                |
| 2014 | ↘ 509              |